# Лий (окръг, Северна Каролина)
Вижте пояснителната страница за други значения на Лий.
Окръг Лий (на английски: Lee County) е окръг в щата Северна Каролина, Съединени американски щати. Площта му е 671 km², а населението – 59 616 души (2016). Административен център е град Санфорд.